# (4466) Abai
(4466) Abai (1971 SX1) – planetoida z pasa głównego asteroid okrążająca Słońce w ciągu 5,05 lat w średniej odległości 2,94 j.a. Odkryta 23 września 1971 roku.